# 金城朝永
金城 朝永（きんじょう ちょうえい、1902年（明治35年）5月18日 - 1955年（昭和30年）3月10日）は、沖縄県出身の沖縄研究者。特に琉球方言の研究を行った。

## 経歴
9歳のとき、沖縄学の父・伊波普猷の開いた「子供の会」に入会しており、幼い頃から伊波の影響を受けて育った。中学の時には伊波とともに日本組合基督教会沖縄支部に入会。当時の標準語教育に反発し、中学は落第した。上京した後、東京外国語学校で学ぶ。卒業後、伊波普猷から紹介された岡村千秋（柳田國男の女婿）を通じて大橋図書館で外国書担当の司書の職を得、同じく同館に勤務した大藤時彦と親しくなる。また、柳田國男、折口信夫らが中心となって作った「南島談話会」に参加。その後も柳田の主催する「木曜会」に参加している。こうした環境の中で方言や民俗を研究していった。
1930年3月、図書の整理法をめぐって上役と意見が食い違ったことが原因で、大橋図書館を退職。
1936年、金田一春彦ら東京大学と國學院大學の学生に請われて、自宅で半年間にわたって琉球語のアクセントについて教授した。また、金田一京助のアイヌ調査の助手として、樺太や北海道の取材旅行に行っている。この縁もあり、翌年三省堂での辞書編纂に参加することとなった。
戦後は米軍の翻訳官や東京学芸大学での仕事を行いながら、琉球の歴史を研究していった。

## 著書
- 『異態習俗考』六文館、1933年1月。 NCID BA30166560。全国書誌番号:46077723。
  - 『異態習俗考』成光館書店、1934年7月。 NCID BA53184856。全国書誌番号:46077937。
  - 『異態習俗考 拭ふ習俗』松城出版社、1945年11月。全国書誌番号:73016401。
  - 『異態習俗考』礫川全次解説、批評社、1996年1月。ISBN 9784826501965。 NCID BN13705558。全国書誌番号:96035944。
- 『那覇方言概説』三省堂、1944年8月。 NCID BN06157984。全国書誌番号:46024402 全国書誌番号:49014217。
- 大蔵省主税局 編『沖縄法制史』金城朝永校訂、山岡書店〈貴重資料復刻叢書〉、1953年12月。 NCID BA50476061。全国書誌番号:72012321。
  - 『沖繩法制史』東京税務監督局、1903年。復刻・雄松堂書店、1934年。元版
- 『金城朝永全集 上下』大藤時彦・外間守善 編、沖縄タイムス社、1974年1月。 NCID BN05197495。全国書誌番号:73009147。